# Amr Moussa
Pour les articles homonymes, voir Moussa.
Amr Mahmoud Moussa (en arabe : عمرو موسى), né le 3 octobre 1936 au Caire, est un homme politique et diplomate égyptien. Il a été ministre des Affaires étrangères de 1991 à 2001, puis secrétaire général de la Ligue arabe de 2001 à 2011.

## Biographie

### Carrière diplomatique (1958-1991)
Amr Moussa est issu de la vieille bourgeoisie cairote. Après avoir obtenu une licence en droit en 1957 à l'université du Caire, il exerça pendant un an la profession d'avocat avant d'être employé par le ministère égyptien des Affaires étrangères en tant qu'attaché diplomatique dans plusieurs pays.

Devenu conseiller de son ministre de tutelle (1974-1977) puis directeur du département ministériel chargé des organisations internationales (1977-1981, 1983-1990), il représenta l'Égypte à l'ONU une première fois entre 1981 et 1983 puis, après avoir été ambassadeur en Inde, une seconde fois entre 1986 et 1990.

### Ministre des Affaires étrangères (1991-2001)

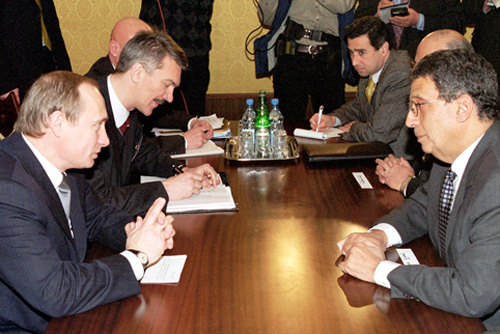
Amr Moussa avec le président russe,Vladimir Poutine (Moscou, 1 février 2000).

Sans avoir jamais été membre du Parti national démocratique du président Mohammed Hosni Moubarak, Amr Moussa a été nommé ministre des Affaires étrangères dans le gouvernement Sedki en 1991 et est resté à ce poste, successivement dans les gouvernements Ganzouri et Ebeid, jusqu'en 2001.
Durant son ministère, Moussa s'est montré très critique envers la politique étrangère des États-Unis et, surtout, envers la politique territoriale du voisin israélien, une position qui lui a assuré une grande popularité, symbolisée par le succès d'une chanson de Chaabane Abdel-Réhim, vendue à des millions d'exemplaires, dont le refrain est : « J'exècre Israël et j'aime Amr Moussa ». Condamnant la « précipitation » avec laquelle plusieurs gouvernements de la région auraient normalisé leurs relations avec Israël, Moussa a notamment refusé, en 1999, de serrer la main de son homologue israélien, Ariel Sharon, en raison de l'attitude de ce dernier à l'égard du président de l'Autorité palestinienne, Yasser Arafat.

### Secrétaire général de la Ligue arabe (2001-2011)

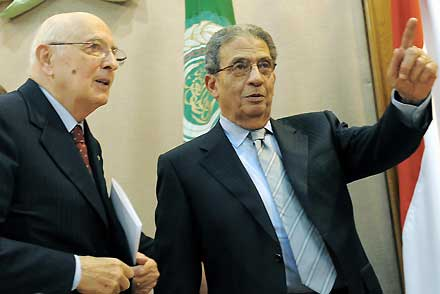
Amr Moussa avec le président italien Giorgio Napolitano (Le Caire, 27 octobre 2008).

Lors du 13e sommet arabe tenu en mars 2001 à Amman en Jordanie, Amr Moussa est nommé secrétaire général de la Ligue arabe, une organisation panarabe alors divisée et en perte de vitesse. Il succède ainsi à Asmat Abdel-Megid, qui avait également été son prédécesseur à la tête de la diplomatie égyptienne.
Des observateurs critiques à l'égard du président Moubarak ont alors affirmé que la nomination de Moussa à ce poste avait été motivée par le désir du président d'éloigner un rival potentiel de la scène politique et médiatique nationale.

Pendant la première décennie du XXIe siècle, la Ligue arabe ne parvient pas à peser sur la scène internationale. Malgré le soutien de l'Union européenne, son plan de paix israélo-palestinien n'a pas été suivi, et elle n'a pu empêcher l'invasion de l'Irak par la coalition.

En 2011, le Printemps arabe donne une importance nouvelle à l'organisation présidée par Moussa, ce dernier ayant apporté son soutien personnel à ses compatriotes révoltés avant de proposer que la Ligue arabe joue un rôle important dans la mise en place d'une zone d'exclusion aérienne destinée à freiner la répression contrerévolutionnaire en Libye. Il émet toutefois des réserves à l'égard des frappes effectuées par les forces occidentales dans le cadre de cette opération, avant de nuancer ses propos en déclarant que la position de la Ligue arabe n'est pas en conflit avec la résolution onusienne autorisant cette intervention militaire. Ce « double discours » du secrétaire général a été interprété non seulement comme un symptôme des désaccords entre les États membres de la ligue, mais aussi comme un gage personnel à une opinion publique anti-occidentale à laquelle Moussa doit en grande partie sa popularité. Dans le même sens, il propose le 10 avril 2011 d'établir une autre zone d'exclusion aérienne, cette fois-ci au-dessus de la bande de Gaza, pour y empêcher les frappes israéliennes contre le Hamas.
Alors que son mandat de secrétaire général s'achève, Amr Moussa fait savoir qu'il ne souhaite pas être reconduit à ce poste. Il est donc remplacé, le 3 juillet 2011, par son compatriote Nabil Al-Arabi.

### Candidature à l'élection présidentielle de 2012
Dès 2004, une pétition sur Internet avait réuni des dizaines de milliers de signatures pour demander à Moussa de se présenter à l’élection présidentielle de 2005. Il avait cependant choisi de se consacrer à ses responsabilités internationales.

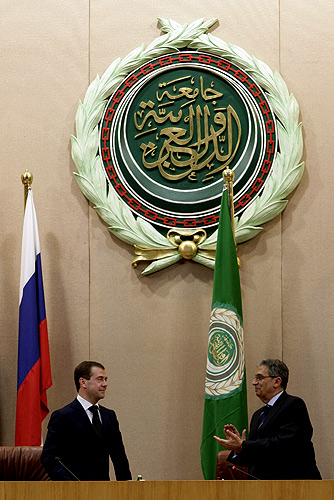
Amr Moussa avec le président russe Dmitri Medvedev (Le Caire, le 23 juin 2009).

Aux lendemains de la révolution égyptienne de 2011 et de la démission de Moubarak, Moussa a annoncé son intention d'être candidat à la présidence. Considéré comme un candidat crédible par les observateurs nationaux et étrangers, Moussa jouissait d'une plus grande popularité auprès des Égyptiens que Mohamed El Baradei. Malgré son discours de fermeté à l'égard d'Israël et sa volonté de remilitariser le Sinaï, il avait cependant rassuré les dirigeants internationaux et l'armée en affirmant qu'il ne remettrait pas en cause la paix entre son pays et l'État hébreu.
Partisan d'un régime présidentiel dans lequel le pouvoir du chef de l'État serait moins étendu que celui dont disposait Moubarak, Amr Moussa a voté « non » lors du référendum du 19 mars sur les amendements à la Constitution de 1971, sans toutefois donner de consigne de vote. Bien que prévoyant un mandat présidentiel de quatre ans (contre six ans auparavant) reconductible une seule fois, ces amendements proposés par une commission de juristes nommée par l'armée étaient en effet jugés insuffisants par la plupart des partisans du changement démocratique.

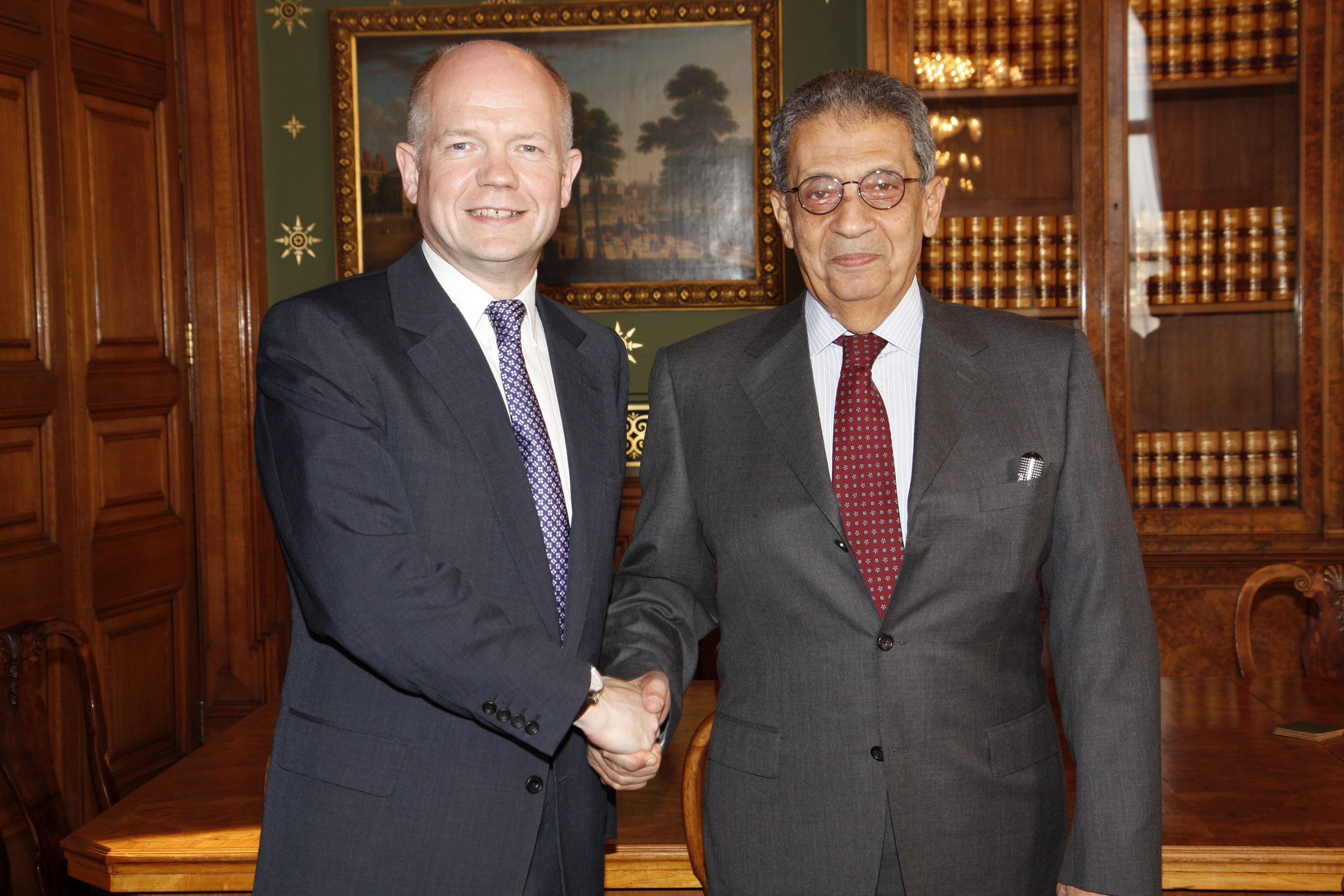
Amr Moussa avec William Hague (Londres, 25 mai 2010).

Considérant que les « principes généraux de la charia […] sont des principes d'humanité », M. Moussa estime qu'il ne faut pas toucher à l'article 2 de la Constitution de 1971, qui fait de l'Islam la religion de l'État et de la Charia la principale source du droit. Il insiste cependant sur la nécessité de mieux enseigner la tolérance (notamment à l'égard des coptes) et de conserver les articles constitutionnels qui « garantissent la liberté de conscience et l'égalité entre tous les citoyens égyptiens ».
En cas de victoire, Amr Moussa s'était engagé à ne faire qu'un seul mandat de quatre ans.

Critiqué par ses opposants, et notamment par les partisans des Frères musulmans, pour ses attaches avec l'ancien régime Moubarak, Moussa tient à se distinguer de la plupart de ses anciens collègues : « Soit vous faisiez partie des gens corrompus qui ont fait tant de mal au pays, soit vous faisiez partie de ceux qui ont travaillé et accompli leur devoir selon les plus hauts standards possibles ».

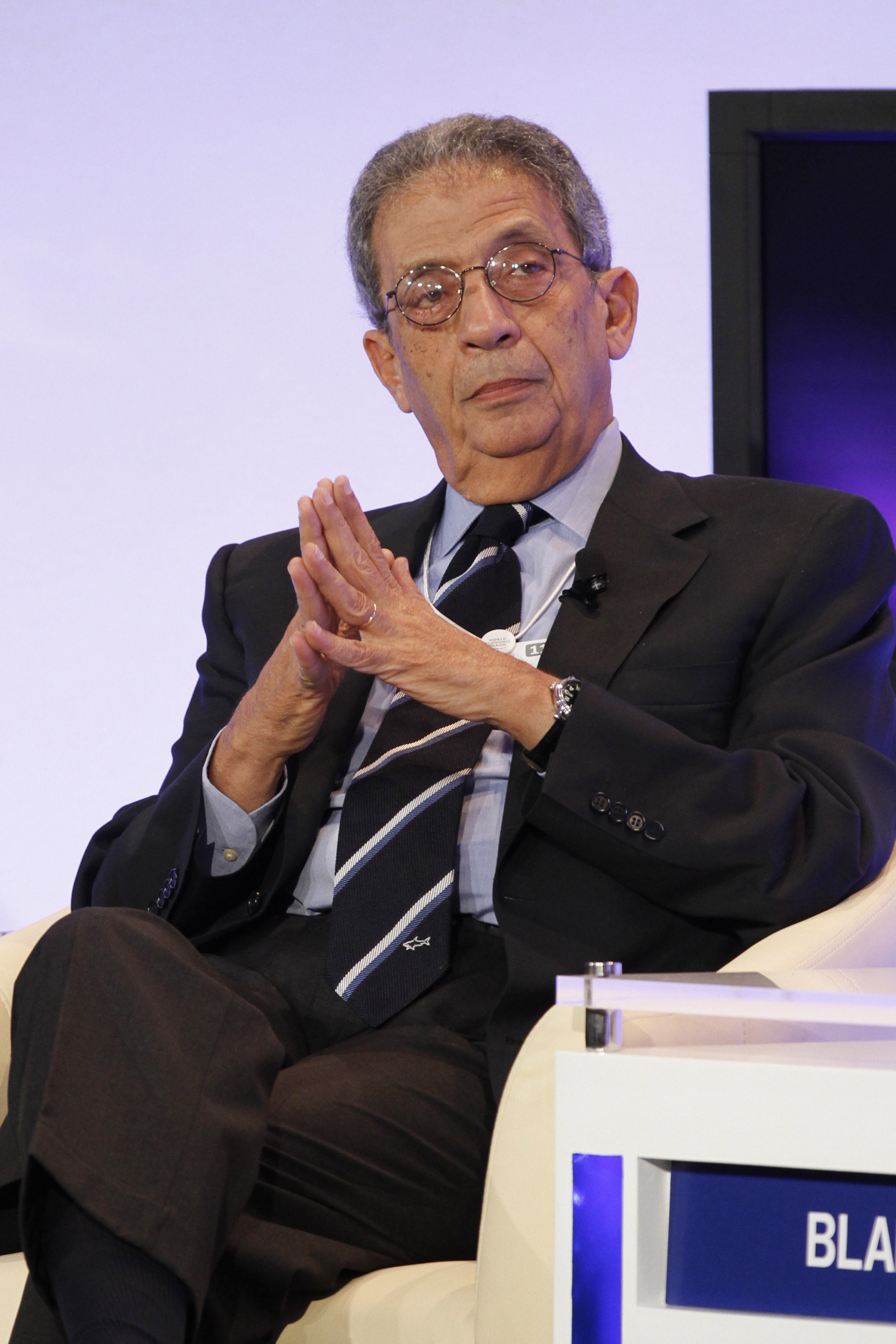
Amr Moussa au Forum économique mondial (Davos, le 23 octobre 2011).

Cependant, pénalisé par le rejet populaire des foulouls (sobriquet donné aux anciens dignitaires du régime renversé) et par la montée d'un islamisme ayant beaucoup de relais auprès des masses égyptiennes, Moussa est arrivé en cinquième position (avec 11 % des voix) à l'issue du premier tour du scrutin. Après avoir déposé en vain un recours contre les résultats publiés le 28 mai, Moussa n'a pas donné de consigne de vote explicite pour le second tour, mettant cependant en garde les finalistes, l'islamiste Mohamed Morsi et le fouloul proche de l'armée Ahmed Chafik : « Un retour à l'ancien régime est inacceptable. Tout comme le fait d'exploiter la religion dans la politique. Les Égyptiens ne seront à l'aise qu'avec un État civil. Un État religieux est quelque chose qui divise beaucoup ».

### Président de l'Assemblée constituante de 2013
Après le coup d’État qui mène au renversement du président Morsi en juillet 2013, Amr Moussa a été élu, le 8 septembre 2013, président du « Comité des cinquante » chargé de réviser la Constitution suspendue par l'armée. Dans l'enceinte de la Choura (chambre haute), Amr Moussa a recueilli 30 voix, contre 16 à son adversaire Sameh Ashour, président du syndicat des avocats et chef du Parti arabe nassériste.
Lors de l'élection présidentielle de mai 2014, il soutient la candidature du maréchal al-Sissi, l'homme fort de l’Égypte depuis le coup d'État de 2013. Al-Sissi ayant été élu, Amr Moussa et l'ex-chef des renseignements, Mourad Mouafi, sont chargés de rencontrer les représentants de plusieurs partis politiques afin de former une grande coalition électorale en vue des élections législatives alors prévues en juillet. Initiée par le journaliste nassériste Mohamed Hassanein Heikal, cette coalition (Wafd), qui ambitionne de constituer une majorité présidentielle, se nomme « Pour l'amour de l’Égypte ». Elle fédère le parti Néo-Wafd, le parti de la Conférence (Al-Moatamar) fondé par Moussa en septembre 2012, le Parti des Égyptiens libres, un autre parti laïc et libéral pro-Sissi, ainsi que le Parti conservateur, le Parti de la réforme et du développement « Notre Égypte » et un autre parti sadatiste. Le Parti social-démocrate (coalition « Réveil de l’Égypte ») a également été approché, contrairement au Mouvement national (Al-Haraka Al-Wataniya) d'Ahmed Chafik (coalition du Front égyptien).

## Décorations

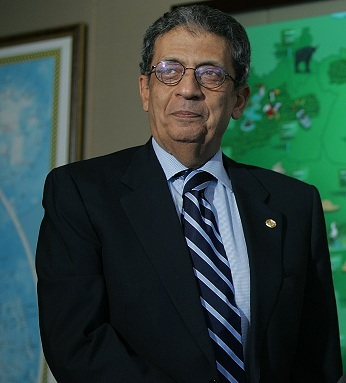
Amr Moussa en 2005.

### Décorations égyptiennes
- Grand-cordon de l'ordre du Nil (2001)[18] ;
- Grand-cordon de l'ordre de la République.

### Décorations étrangères
- Grand-croix de l’ordre du Mérite de la République fédérale ( Allemagne)[19] ;
- Grand-croix de l'ordre du Libérateur San Martín ( Argentine)[19] ;
- Grand-croix de l'ordre national de la Croix du Sud ( Brésil)[19] ;
- Grand-croix de l'ordre du Mérite national d'Équateur (en) ( Équateur)[19]  ;
- Commandeur de la Légion d'honneur ( France, 2001)[20]  ;
- Grand-cordon de l'ordre du Soleil levant ( Japon, 2023)[21] ;
- Grand-cordon de l'ordre suprême de la Renaissance ( Jordanie, 2011)[22] ;
- Grand-cordon de l'ordre de l'Étoile de Palestine ( Palestine, 2011)[23] ;
- Médaille de l'ordre de l'Amitié ( Russie, 2009) ;
- Première classe de l’ordre des Deux Nils ( Soudan, 2001)[19],[24] ;
- Commandeur première classe de l'ordre royal de l'Étoile polaire ( Suède, 2019)[25] ;
- Grand officier de l'ordre de la République ( Tunisie, 2004).

## Distinctions
- Il est docteur honoris causa de nombreuses universités, parmi lesquelles l'université d'ADA[26] et l'université américaine de Beyrouth[27].

## Publications
- (ar) Mémoires. Tome 1 : La formation et les années du diplomate (كتابية : النشأة و سنوات الدبلوماسية), Le Caire, éd. Dar al-Chorouq, 2017[28]